# Binstead
Binstead ist ein Dorf auf der Isle of Wight. Es befindet sich im nordöstlichen Teil der Insel, etwa zwei Kilometer westlich von Ryde an der Hauptstraße (A3054) zwischen Ryde und Newport.

## Geschichte
Binstead wurde 1086 im Domesday Book als Benestede erwähnt. Bekannt wurde das Dorf für den Kalkstein, der zur Bildung von Steinbrüchen führte, deren landschaftsverändernde Auswirkungen noch heute in der Ortschaft und ihrer Umgebung sichtbar sind. Die nahegelegene Quarr Abbey leitet ihren Namen vom englischen Wort für Steinbruch, ‚quarry‘ ab. Das Suffix ‚pitts‘ findet sich hier und da in Namen von Häusern und Straßen. Diese Steinbrüche wurden als ‚pits‘, als Gruben, bezeichnet.
Die frühesten Aufzeichnungen über die Steinbrüche gehen auf den ersten normannischen Bischof von Winchester zurück. Walkelin erhielt von Wilhelm dem Eroberer Land zugeteilt. Er nutzte den hier gebrochenen Kalkstein zum Bau der Winchester Cathedral, der 1079 aufgenommen wurde. Später wurden Kalksteinblöcke aus Binstead auch beim Bau der Chichester Cathedral, der Romsey Abbey und von Teilen des Tower of London verwendet.
Während der Napoleonischen Kriege baute Daniel List, ein ortsansässiger Schiffbauer, mehrere Schiffe für die Royal Navy, darunter 1812 die 36-Kanonen-Fregatten HMS Magicienne und 1813 die HMS Tagus und die HMS Tiber.

## Bauwerke
Zum Dorf Binstead gehören neben dem Kloster Quarr Abbey die Methodist Church und die Holy Cross Church.

## Öffentliche Einrichtungen und Infrastruktur
Das Dorf verfügt über ein Postamt mit angeschlossenem Laden. Eine moderne Telefonzelle vor dem Gebäude wurde im Februar 2009 abgebaut. Binstead hat eine Primary School, zwei Sportplätze, eine öffentliche Grünfläche und einen öffentlichen Strand. Der örtliche Pub ist The Fleming Arms.
Southern Vectis verbindet das Dorf tagsüber im 10-Minuten-Takt mit Ryde und Newport; eine Busverbindung besteht auch nach East Cowes.

## Belege
1. ↑  2004 population estimate (Memento des Originals vom 11. Februar 2003 im Internet Archive)  Info: Der Archivlink wurde automatisch eingesetzt und noch nicht geprüft. Bitte prüfe Original- und Archivlink gemäß Anleitung und entferne dann diesen Hinweis.
2. ↑  Domesday Book @ National Archives/
3. ↑  Binstead Primary School (Memento des Originals vom 23. September 2013 im Internet Archive)  Info: Der Archivlink wurde automatisch eingesetzt und noch nicht geprüft. Bitte prüfe Original- und Archivlink gemäß Anleitung und entferne dann diesen Hinweis.